# Ӵ
Ӵ, ӵ 是一个在乌德穆尔特语使用的西里尔字母，也是乌德穆尔特语字母表中的第三十个字母。Ӵ源自西里爾字母Ч，由Ч, ч加上分音符号而成。

## 音值
通常为 /ʨ/。